# Équancourt
Équancourt est une commune française située dans le département de la Somme, en région Hauts-de-France.

## Géographie

### Localisation
À peine à 10 km au nord-est de Péronne par la route, le village peut être rejoint par la route départementale 58.

### Hydrographie

#### Réseau hydrographique
La commune est située dans le bassin Artois-Picardie. Elle est drainée par.

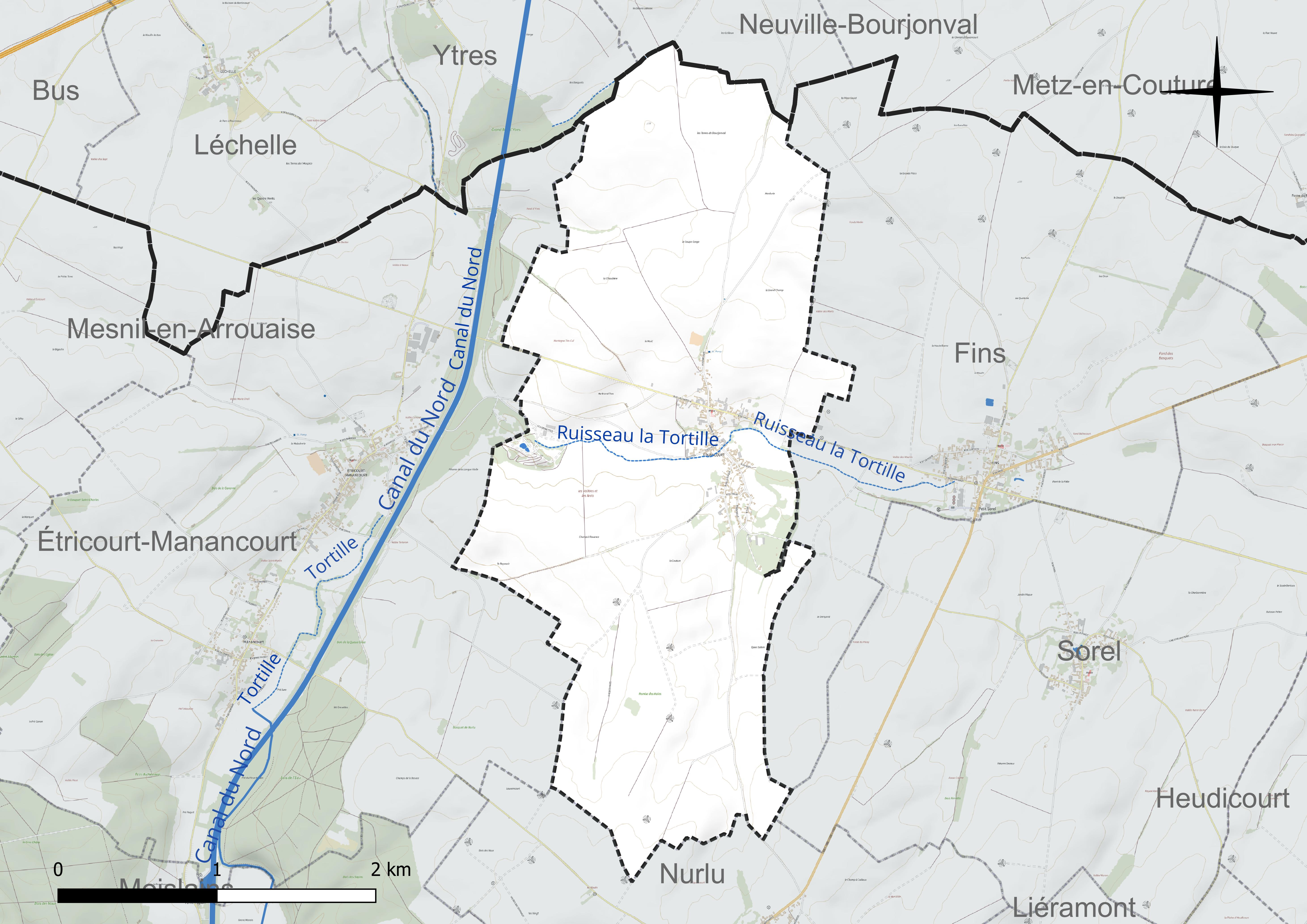
Réseau hydrographique d'Équancourt.

#### Gestion et qualité des eaux
Le territoire communal est couvert par le schéma d'aménagement et de gestion des eaux (SAGE) « Haute Somme ». Ce document de planification concerne un territoire de 1 798 km2 de superficie, délimité par le bassin versant de la Haute Somme est constitué d'un réseau hydrographique complexe de cours d'eau, de marais, d'étangs et de canaux. Le périmètre a été arrêté le 21 avril 2006 et le SAGE proprement dit a été approuvé le 15 juin 2017. La structure porteuse de l'élaboration et de la mise en œuvre est le syndicat mixte d'aménagement hydraulique du bassin versant de la Somme (AMEVA).
La qualité des cours d'eau peut être consultée sur un site dédié géré par les agences de l'eau et l'Agence française pour la biodiversité.

### Climat
Pour des articles plus généraux, voir Climat des Hauts-de-France et Climat de la Somme.
En 2010, le climat de la commune est de type climat océanique dégradé des plaines du Centre et du Nord, selon une étude du CNRS s'appuyant sur une série de données couvrant la période 1971-2000. En 2020, Météo-France publie une typologie des climats de la France métropolitaine dans laquelle la commune est exposée à un climat océanique et est dans la région climatique Nord-est du bassin Parisien, caractérisée par un ensoleillement médiocre, une pluviométrie moyenne régulièrement répartie au cours de l'année et un hiver froid (3 °C).
Pour la période 1971-2000, la température annuelle moyenne est de 10,2 °C, avec une amplitude thermique annuelle de 14,9 °C. Le cumul annuel moyen de précipitations est de 714 mm, avec 12,1 jours de précipitations en janvier et 9,2 jours en juillet. Pour la période 1991-2020, la température moyenne annuelle observée sur la station météorologique la plus proche, située sur la commune d'Épehy à 8 km à vol d'oiseau, est de 10,6 °C et le cumul annuel moyen de précipitations est de 752,8 mm,. Pour l'avenir, les paramètres climatiques de la commune estimés pour 2050 selon différents scénarios d'émission de gaz à effet de serre sont consultables sur un site dédié publié par Météo-France en novembre 2022.

## Urbanisme

### Typologie
Au 1er janvier 2024, Équancourt est catégorisée commune rurale à habitat dispersé, selon la nouvelle grille communale de densité à sept niveaux définie par l'Insee en 2022.
Elle est située hors unité urbaine. Par ailleurs la commune fait partie de l'aire d'attraction de Péronne, dont elle est une commune de la couronne,. Cette aire, qui regroupe 52 communes, est catégorisée dans les aires de moins de 50 000 habitants,.

### Occupation des sols
L'occupation des sols de la commune, telle qu'elle ressort de la base de données européenne d'occupation biophysique des sols Corine Land Cover (CLC), est marquée par l'importance des territoires agricoles (95 % en 2018), une proportion identique à celle de 1990 (95 %). La répartition détaillée en 2018 est la suivante : 
terres arables (93 %), zones urbanisées (5 %), prairies (2 %). L'évolution de l'occupation des sols de la commune et de ses infrastructures peut être observée sur les différentes représentations cartographiques du territoire : la carte de Cassini (XVIIIe siècle), la carte d'état-major (1820-1866) et les cartes ou photos aériennes de l'IGN pour la période actuelle (1950 à aujourd'hui).

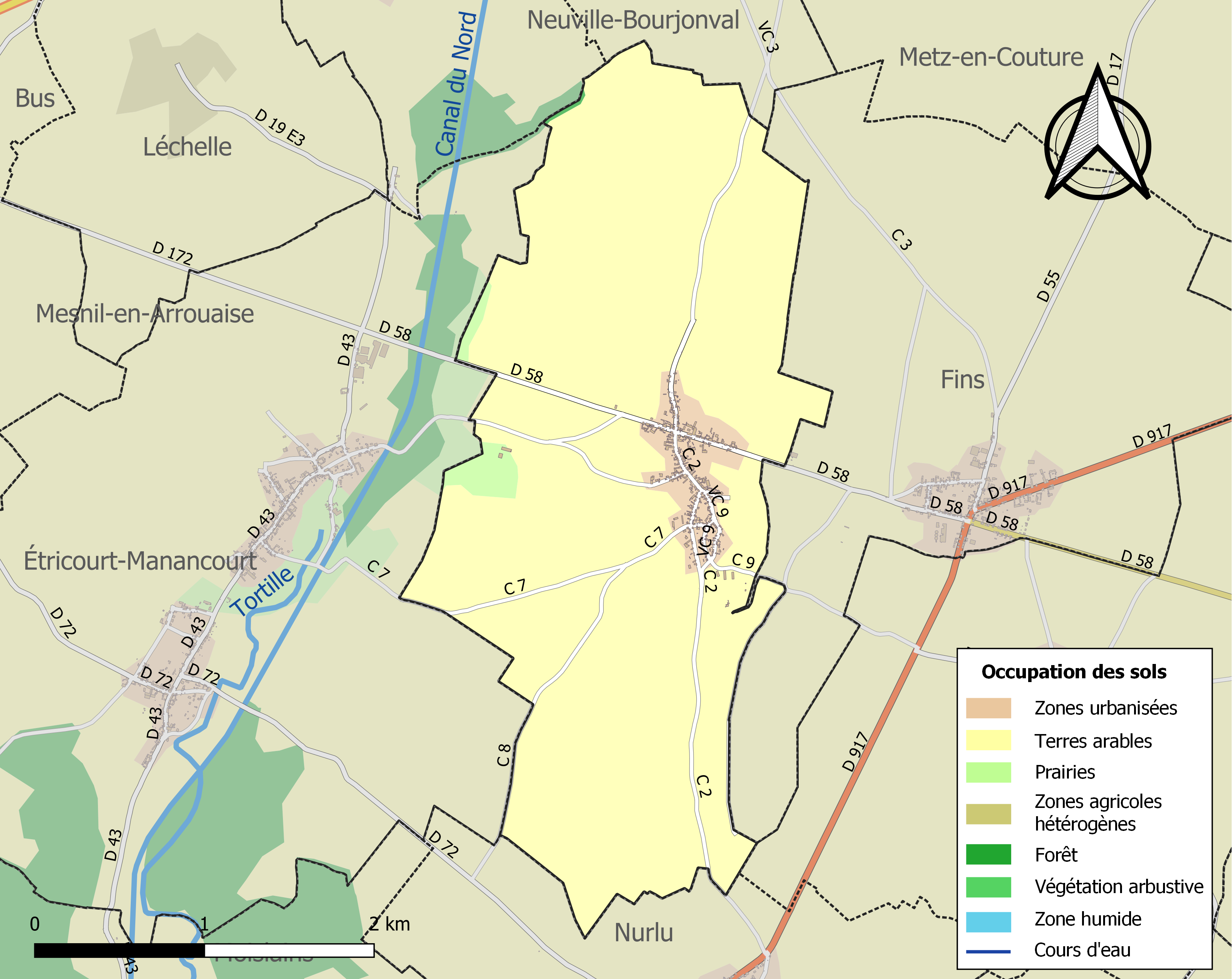
Carte des infrastructures et de l'occupation des sols de la commune en 2018 (CLC).

## Toponymie
Le nom de la localité est attesté sous les formes Scaincurt en 977 ; Eschaincurt en 1100 ; Escaiencort en 1102 ; Scaiencurt en 1174 ; Squaiencort en 1202 ; Eschaiencurt en 12.. ; Esquaincort en 1214 ; Scaincourt en 1218 ; Escauncort en 1236 ; Escaiecourt en 1303 ; Esquencourt en 1567 ; Echencourt en 1579 ; Quencourt en 1648 ; Echancourt en 1657 ; Esquincourt en 1695 ; Escancourt en 1703 ; Equencourt en 1733 ; Equincourt en 1743 ; Esquancourt en 1750 ; Equancourt en 1757 ; Equeaucourt en 1764 ; Hesquencourt.

## Politique et administration
| Période                                  | Période                   | Identité            | Étiquette | Qualité                        |
| ---------------------------------------- | ------------------------- | ------------------- | --------- | ------------------------------ |
| Les données manquantes sont à compléter. |                           |                     |           |                                |
| 1945                                     | 1989                      | Roger Marlot        |           |                                |
| mars 2001                                | 2014                      | Gérard Bouteille    |           |                                |
| 2014                                     | En cours (au 25 mai 2020) | Christophe Decomble |           | Réélu pour le mandat 2020-2026 |

## Démographie
L'évolution du nombre d'habitants est connue à travers les recensements de la population effectués dans la commune depuis 1793. Pour les communes de moins de 10 000 habitants, une enquête de recensement portant sur toute la population est réalisée tous les cinq ans, les populations de référence des années intermédiaires étant quant à elles estimées par interpolation ou extrapolation. Pour la commune, le premier recensement exhaustif entrant dans le cadre du nouveau dispositif a été réalisé en 2008.

En 2022, la commune comptait 298 habitants, en évolution de +0,34 % par rapport à 2016 (Somme : −1,26 %, France hors Mayotte : +2,11 %).
| 1793 | 1800 | 1806 | 1821 | 1831 | 1836 | 1841 | 1846 | 1851 |
| ---- | ---- | ---- | ---- | ---- | ---- | ---- | ---- | ---- |
| 754  | 687  | 704  | 753  | 892  | 887  | 881  | 857  | 914  |

| 1856 | 1861 | 1866 | 1872 | 1876 | 1881 | 1886 | 1891 | 1896 |
| ---- | ---- | ---- | ---- | ---- | ---- | ---- | ---- | ---- |
| 933  | 946  | 958  | 900  | 895  | 857  | 858  | 840  | 808  |

| 1901 | 1906 | 1911 | 1921 | 1926 | 1931 | 1936 | 1946 | 1954 |
| ---- | ---- | ---- | ---- | ---- | ---- | ---- | ---- | ---- |
| 763  | 697  | 710  | 507  | 510  | 527  | 458  | 458  | 450  |

| 1962 | 1968 | 1975 | 1982 | 1990 | 1999 | 2006 | 2008 | 2013 |
| ---- | ---- | ---- | ---- | ---- | ---- | ---- | ---- | ---- |
| 444  | 417  | 326  | 320  | 293  | 280  | 311  | 320  | 300  |

| 2018 | 2022 | - | - | - | - | - | - | - |
| ---- | ---- | - | - | - | - | - | - | - |
| 299  | 298  | - | - | - | - | - | - | - |

## Culture locale et patrimoine

### Lieux et monuments
- Église Saint-Martin.

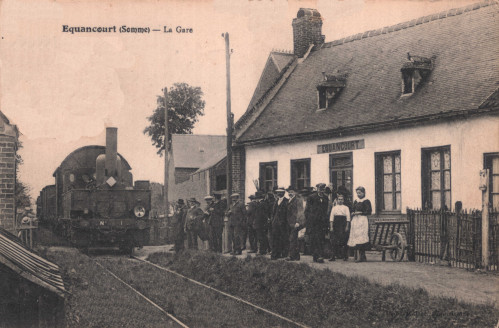
L'ancienne gare d'Équancourt et le passage à niveau.

- Oratoire en forme d'église, avec cloche, de 1955, dédié à la Vierge[21].
- L'ancienne gare, sur la ligne allant de Vélu-Bertincourt à Saint-Quentin en fonction de 1880 à 1955.

### Personnalités liées à la commune
- Louis-Raymond Colombier, né à Équancourt le 27 février 1855, maire de Péronne (1901-1908), y décède le 3 septembre 1910, 55 ans[réf. nécessaire].

### Héraldique
| Blason de Équancourt | Blason  | Tiercé en pairle renversé : au 1er de gueules à saint Martin à cheval, d'argent, au 2e de sinople à une gerbe de blé d'or liée de gueules, au 3e d'argent à une locomotive de sable. |
| Blason de Équancourt | Détails | Le statut officiel du blason reste à déterminer. |